# 山中慎介presents GOD'S LEFTバンタム級トーナメント
山中慎介presents GOD’S LEFTバンタム級トーナメント（やまなかしんすけプレゼンツ ゴッドレフトバンタムきゅうトーナメント）は、プロボクシングのA級ボクサーが賞金を懸けてバンタム級で戦うトーナメントである。DANGANが主催。

## 概要
アドバイザーは元WBC世界バンタム級王者山中慎介。
1回戦・準決勝・決勝に分けて開催。A級ボクサーが1回戦は6回戦、準決勝以降は8回戦のトーナメントで賞金を争う。
優勝者には賞金100万円、後援の東京上野クリニックから副賞、山中慎介からGOD’S LEFT賞として時計がもらえる。

## 試合日程・会場
- 1回戦: 2019年7月23日・後楽園ホール
- 準決勝: 2019年11月9日・後楽園ホール
- 決勝: 2020年1月28日・後楽園ホール

## 参加選手
※はトーナメント参加時の戦績
| 名前     | 所属ジム     | 戦績（※）              | 備考                                                         |
| -------- | ------------ | ---------------------- | ------------------------------------------------------------ |
| 荒木哲   | 斉藤スポーツ | 16戦14勝（2KO）1敗1分  | 第二代日本バンタム級ユース王者、日本・東洋バンタム級ランカー |
| 山下賢哉 | JB SPORTS    | 18戦13勝（10KO）5敗    | 初代日本バンタム級ユース王者、日本・東洋バンタム級ランカー   |
| 中嶋一輝 | 大橋         | 6戦6勝（5KO）無敗      | 日本バンタム級ランカー                                       |
| 相川学己 | 三迫         | 17戦9勝（3KO）7敗1分   | 日本スーパーバンタム級ランカー                               |
| 南出仁   | セレス       | 3戦3勝（3KO） 無敗     |                                                              |
| 堤聖也   | 角海老宝石   | 5戦 5勝 （4KO） 無敗   | 1回戦はシード                                                |
| 渡辺健一 | ドリーム     | 12戦7勝（4ＫＯ）4敗1分 |                                                              |

## 対戦カード
太字が勝者
1回戦
- 南出仁 vs 荒木哲
- 渡辺健一 vs 中嶋一輝
- 山下賢哉 vs 相川学己

準決勝
- 南出仁 vs 中嶋一輝
- 山下賢哉 vs 堤聖也

※山下の棄権による不戦勝
決勝
- 中嶋一輝 vs 堤聖也

※引き分けでの優勢点による